# Saint-Cyr (Ardèche)
Saint-Cyr is een gemeente in het Franse departement Ardèche (regio Auvergne-Rhône-Alpes). De plaats maakt deel uit van het arrondissement Tournon-sur-Rhône. Saint-Cyr telde op 1 januari 2022 1.430 inwoners.

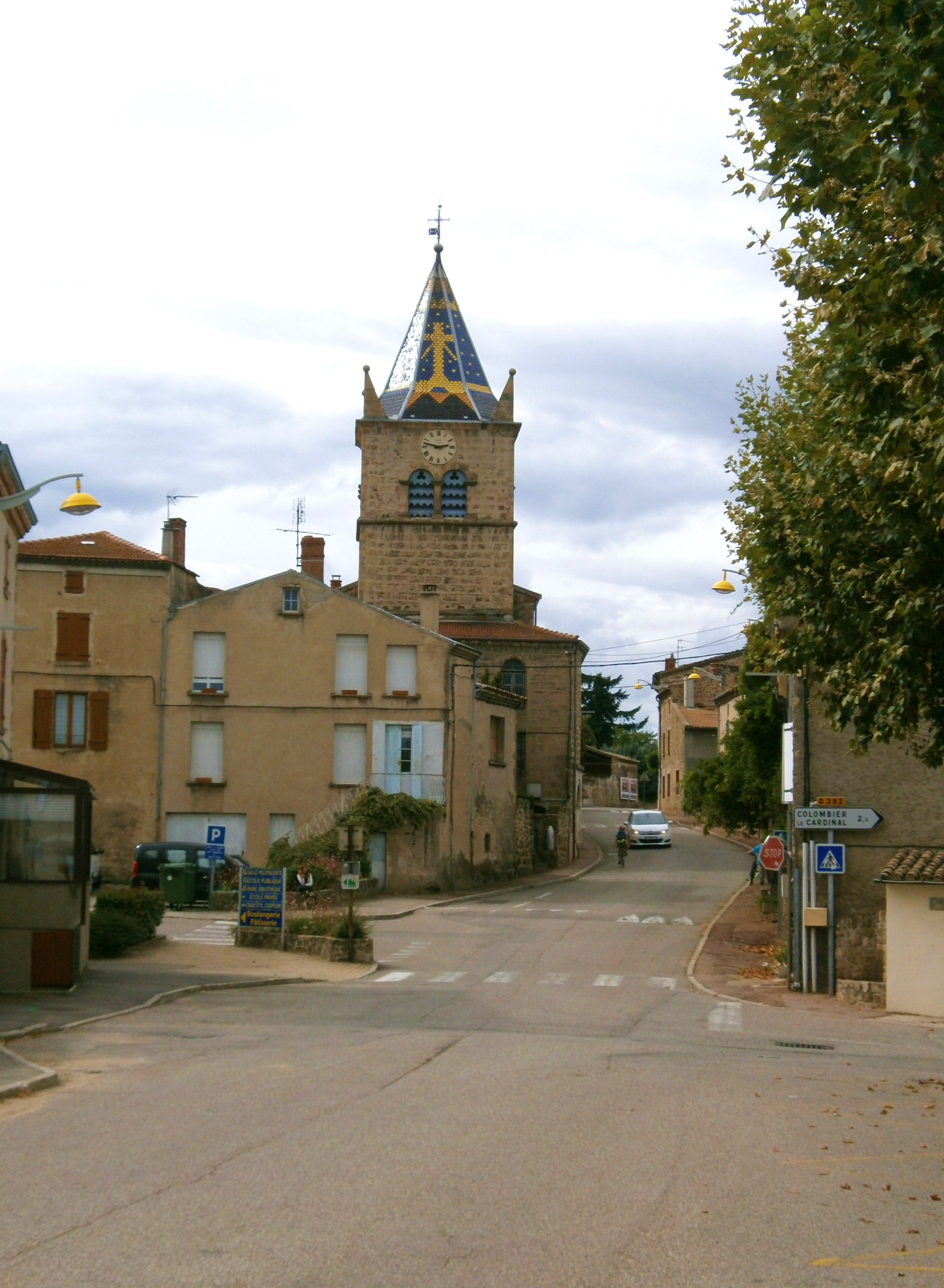
Saint-Cyr
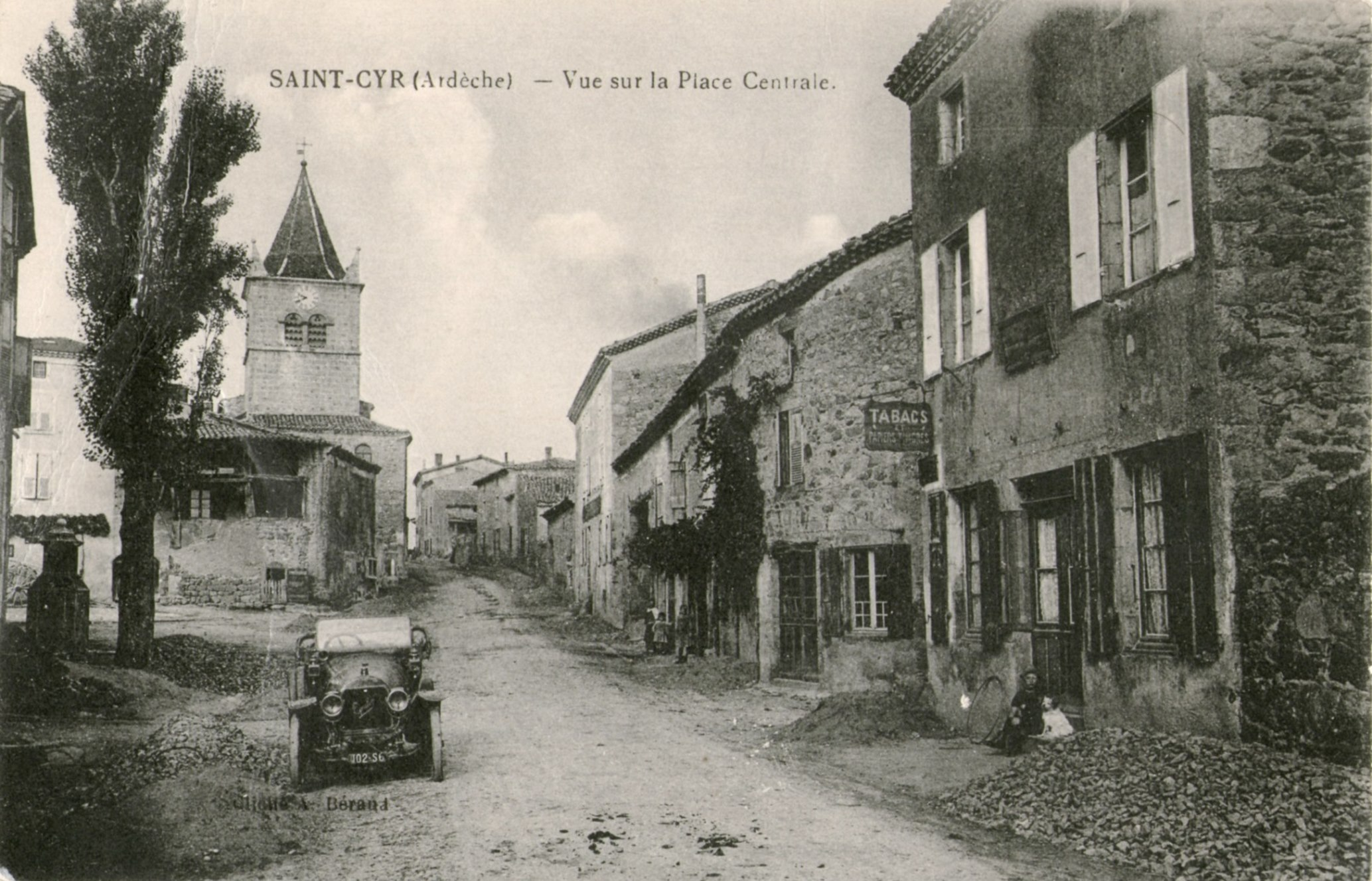
Historische foto van het centrum van Saint-Cyr
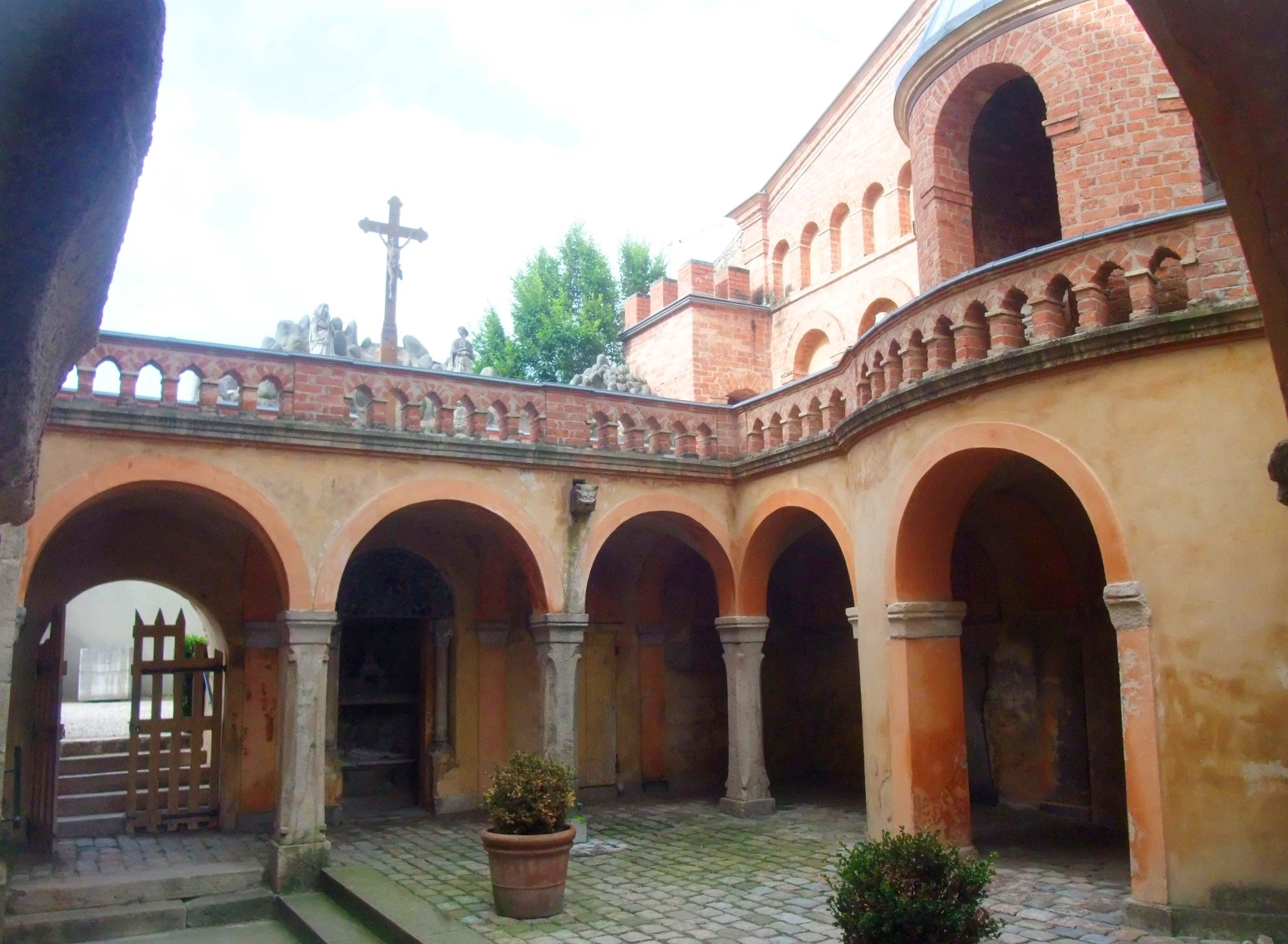
Campo Santo
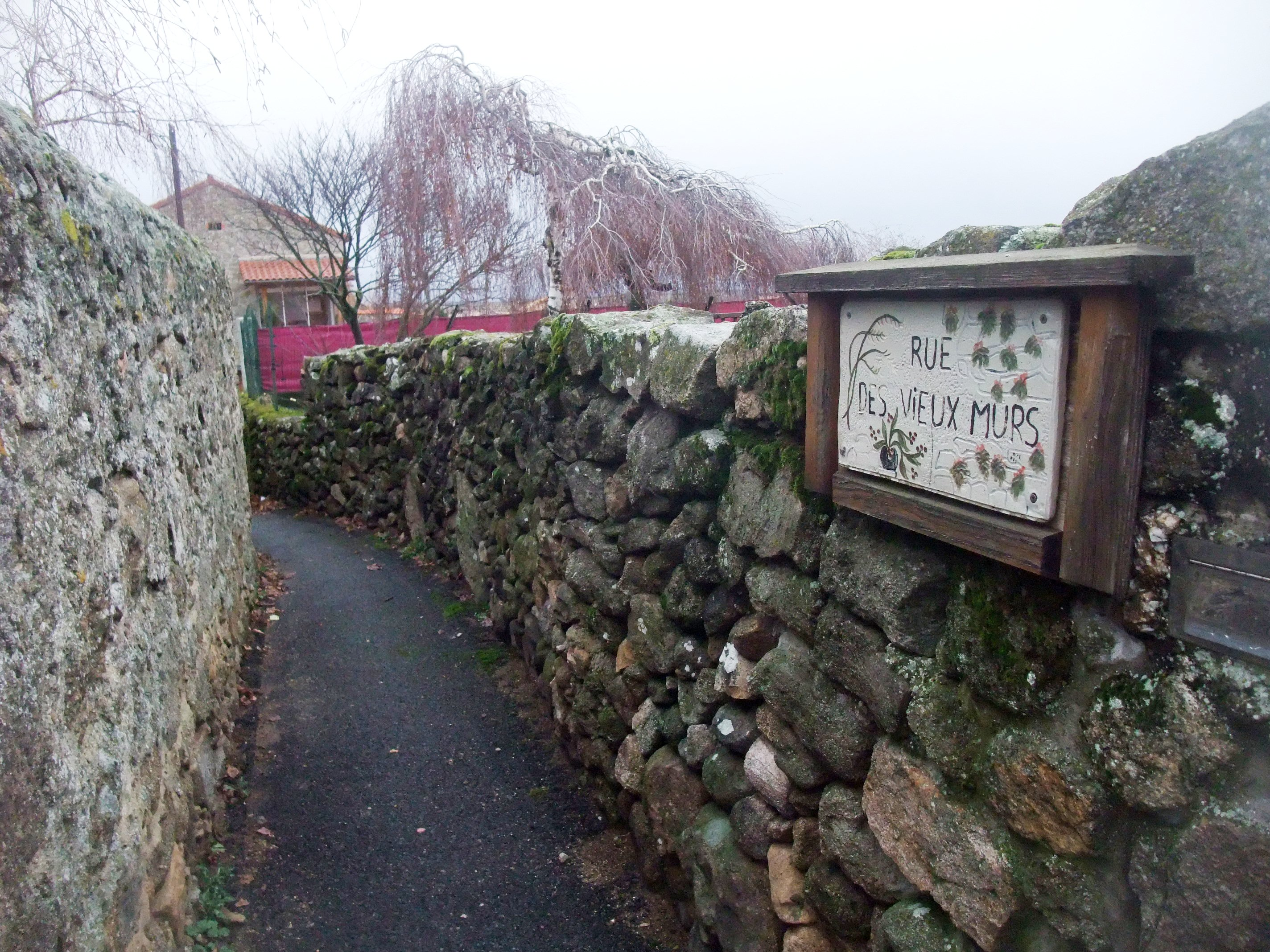
Oude muren in Saint-Cyr
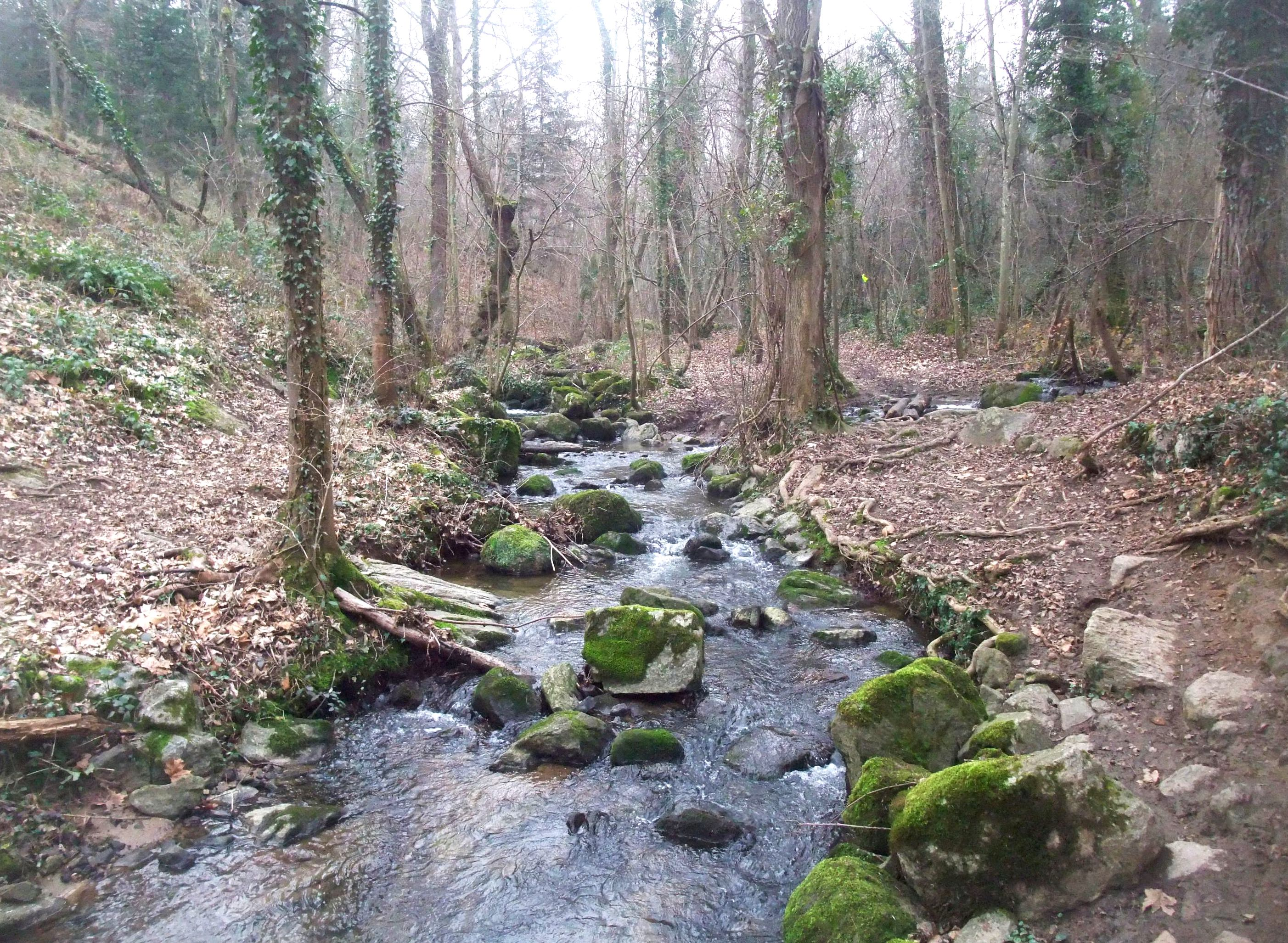
Ecoutay
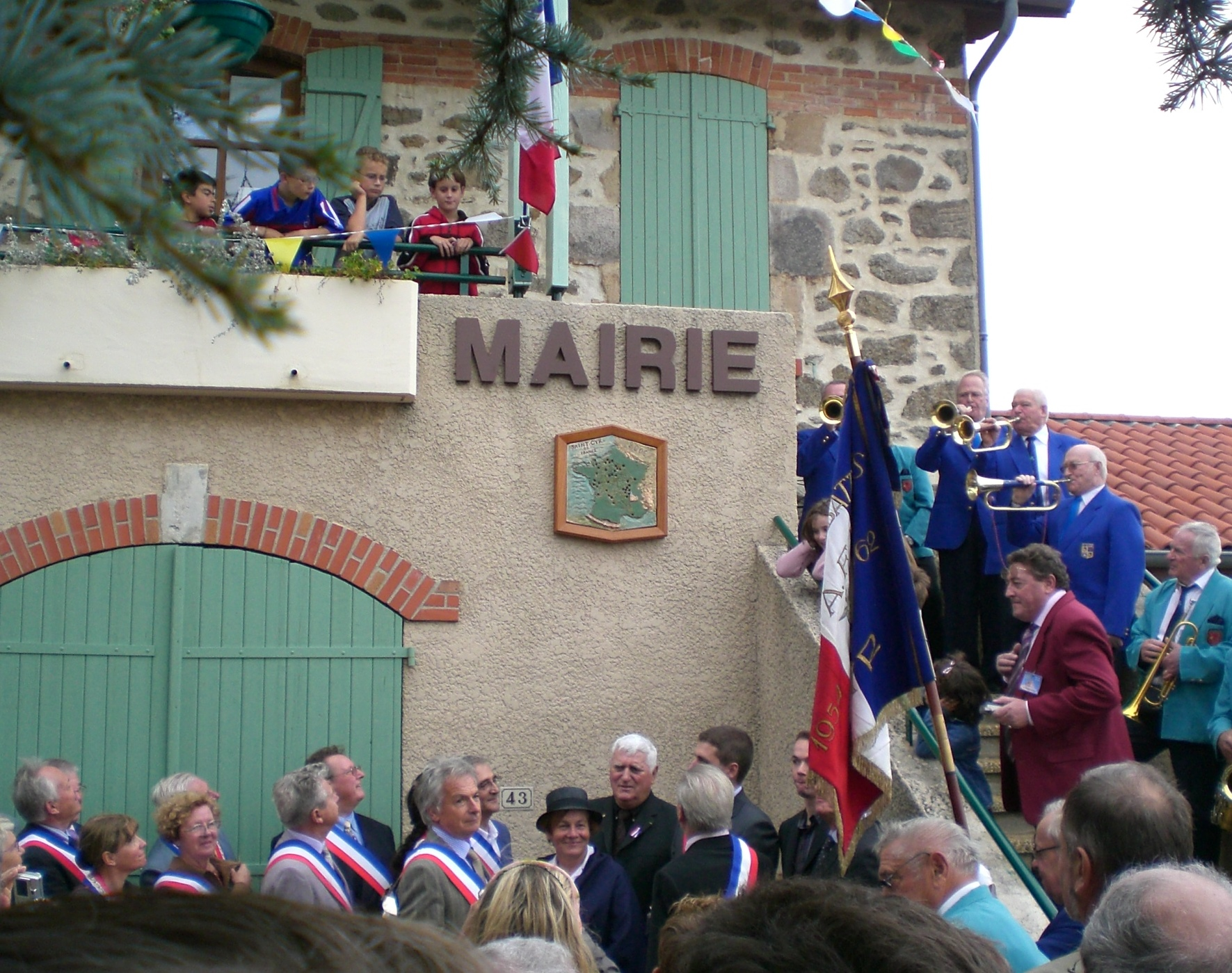
Gemeentehuis

## Geografie
De oppervlakte van Saint-Cyr bedroeg op 1 januari 2022 8,12 vierkante kilometer; de bevolkingsdichtheid was toen 176,1 inwoners per km².
De onderstaande kaart toont de ligging van Saint-Cyr met de belangrijkste infrastructuur en aangrenzende gemeenten.

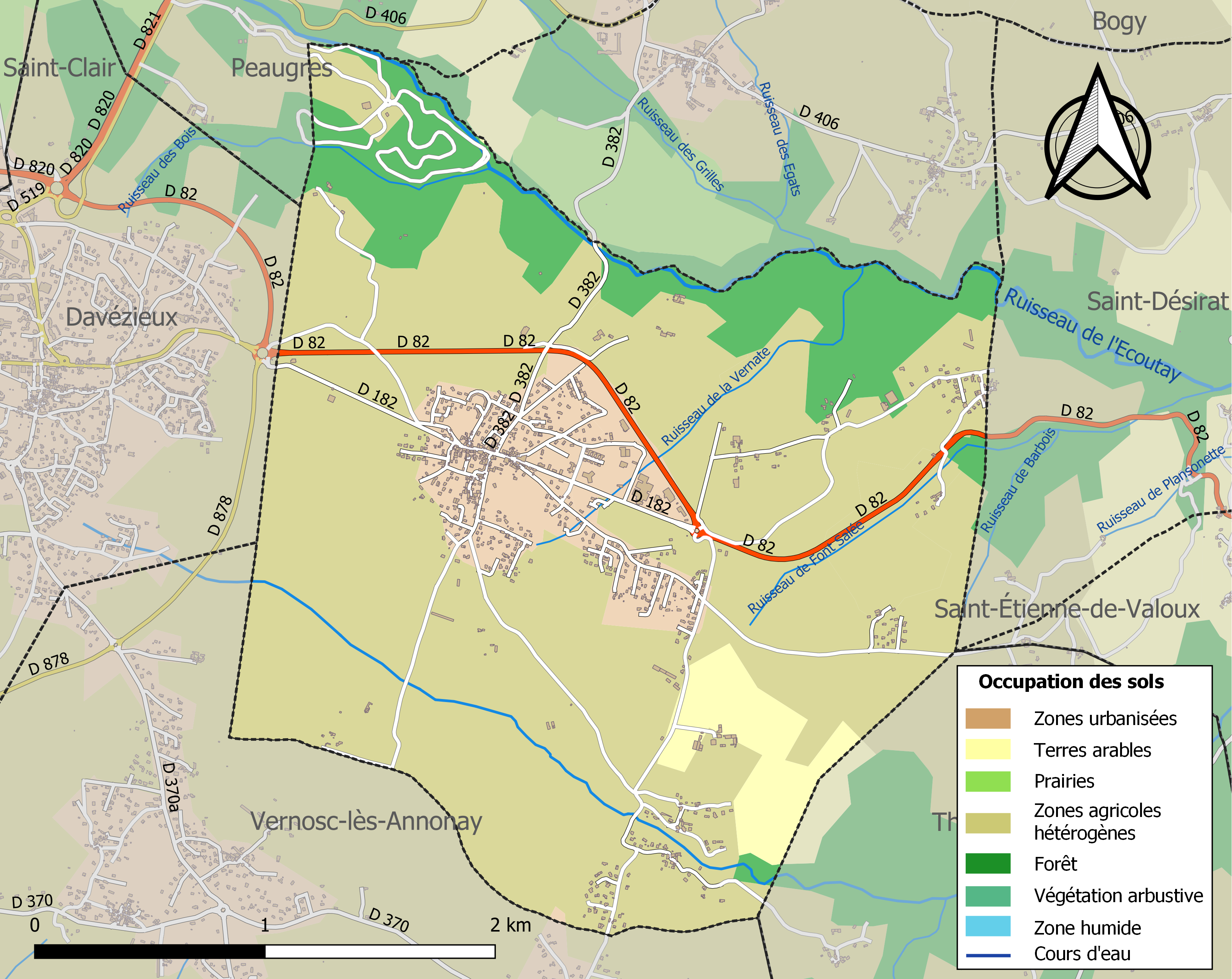

## Demografie
Onderstaande figuur toont het verloop van het inwonertal (bron: INSEE-tellingen).

Vanwege een beveiligingsprobleem met de MediaWiki Graph-software is het momenteel niet mogelijk deze grafiek weer te geven. Zodra de software is bijgewerkt zal de grafiek vanzelf weer zichtbaar worden.